# Ginés (nombre)
Ginés es un nombre de pila masculino de origen griego en su variante en español. Procede del griego Γενέσιος (Yenésios), de γένεσις (yénesis, «origen, nacimiento»).

## Santoral
- Ginés de Roma, actor mártir;
- Ginés de la Jara, ermitaño;
- Ginés de Arlés, notario mártir;
- Ginés de Clermont, obispo;
- Ginés de Fontenelle, monje.

## Variantes
- Femenino: Ginesa.

| Variantes en otras lenguas | Variantes en otras lenguas        |
| -------------------------- | --------------------------------- |
| Español                    | Ginés                             |
| Alemán                     | Genesius                          |
| Catalán                    | Genís                             |
| Checo                      | Genesius                          |
| Danés                      | Genesius                          |
| Euskera                    | Giñes                             |
| Francés                    | Genès                             |
| Gallego                    | Xenxo, Xens                       |
| Griego                     | Γενέσιος (Genésios)               |
| Holandés                   | Genesius                          |
| Inglés                     | Genesius                          |
| Italiano                   | Genesio                           |
| Latín                      | Genesius                          |
| Noruego                    | Genesius                          |
| Polaco                     | Genezjusz                         |
| Portugués                  | Genésio (forma tradicional: Gens) |
| Ruso                       | Генезий (Genezij)                 |
| Sueco                      | Genesius                          |